# Eupithecia fumifascia
Eupithecia fumifascia là một loài bướm đêm trong họ Geometridae.